# Jonathan Kulow
Jonathan Kulow (conocido como Jonny Kulow; 11 de agosto de 2004) es un deportista estadounidense que compite en natación, especialista en el estilo libre.
Ganó una medalla de bronce en el Campeonato Mundial de Natación de 2025, en la prueba de 4 × 100 m libre. En los Juegos Panamericanos de 2023 obtuvo seis medallas, dos de oro y cuatro de plata.

## Palmarés internacional
| Campeonato Mundial   | Campeonato Mundial  | Campeonato Mundial | Campeonato Mundial      |
| Año                  | Lugar               | Medalla            | Prueba                  |
| -------------------- | ------------------- | ------------------ | ----------------------- |
| 2025                 | Singapur (Singapur) | Medalla de bronce  | 4 × 100 m libre         |
| Juegos Panamericanos |                     |                    |                         |
| Año                  | Lugar               | Medalla            | Prueba                  |
| 2023                 | Santiago (Chile)    | Medalla de oro     | 4 × 100 m estilos       |
| 2023                 | Santiago (Chile)    | Medalla de oro     | 4 × 100 m estilos mixto |
| 2023                 | Santiago (Chile)    | Medalla de plata   | 50 m libre              |
| 2023                 | Santiago (Chile)    | Medalla de plata   | 100 m libre             |
| 2023                 | Santiago (Chile)    | Medalla de plata   | 4 × 100 m libre         |
| 2023                 | Santiago (Chile)    | Medalla de plata   | 4 × 100 m libre mixto   |